# Volta a Cataluña 1974
La Volta a Cataluña 1974 fue la 54.ª edición de la Volta a Cataluña. Se disputó en 7 etapas del 4 al 11 de septiembre de 1974 con un total de 1.208,1 km. El vencedor final fue el francés Bernard Thévenet del equipo Peugeot-BP-Michelin por delante de Andrés Oliva del equipo La Casera-Bahamontes, y de Domingo Perurena del Kas.
La tercera y séptima etapas estaban divididas en dos sectores. Había dos contrarrelojes individuales, una en el Prólogo de Lérida y el otro en el segundo sector de la séptima etapa.
Bernard Thévenet ganó la "Volta" gracias al último triunfo en la contrarreloj de Manresa.

## Etapas
| Etapa   | Fecha            | Ciudades de etapa                      | km    | Vencedor de la etapa | Líder de la general |
| ------- | ---------------- | -------------------------------------- | ----- | -------------------- | ------------------- |
| Prólogo | 4 de septiembre  | Circuito por Lérida (CRI)              | 1,2   | José Martins         | José Martins        |
| 1ª      | 5 de septiembre  | Lérida – Cenia                         | 186,8 | Domingo Perurena     | Domingo Perurena    |
| 2ª      | 6 de septiembre  | Cenia – Cunit                          | 206,1 | Miguel Mari Lasa     | Domingo Perurena    |
| 3ª A    | 7 de septiembre  | Cunit – Moncada y Reixach              | 154,5 | Domingo Perurena     | Domingo Perurena    |
| 3ª B    | 7 de septiembre  | Circuito de Montjuïc                   | 18,0  | José Martins         | Domingo Perurena    |
| 4ª      | 8 de septiembre  | Moncada y Reixach - Alt del Mas Nou    | 166,5 | Bernard Thévenet     | Domingo Perurena    |
| 5ª      | 9 de septiembre  | Playa de Aro - Campdevánol             | 157,9 | Jaime Huélamo        | Domingo Perurena    |
| 6ª      | 10 de septiembre | Campdevánol – Andorra la Vieja Andorra | 131,2 | José Pesarrodona     | Andrés Oliva        |
| 7ª A    | 11 de septiembre | Orgañá – Cardona                       | 152,1 | Vicente López Carril | Andrés Oliva        |
| 7ª B    | 11 de septiembre | Cardona – Manresa (CRI)                | 33,8  | Bernard Thévenet     | Bernard Thévenet    |

### Prólogo[1]
04-09-1974: Circuito por Lérida, 1,2 km. (CRI):
|   | Ciclista         | Equipo               | Tiempo |
| - | ---------------- | -------------------- | ------ |
| 1 | José Martins     | Coelima              | 2' 40" |
| 2 | Jesús Manzaneque | La Casera-Bahamontes | + 02"  |
| 3 | Javier Elorriaga | Kas                  | + 03"  |

|   | Ciclista         | Equipo               | Tiempo |
| - | ---------------- | -------------------- | ------ |
| 1 | José Martins     | Coelima              | 2' 40" |
| 2 | Jesús Manzaneque | La Casera-Bahamontes | + 02"  |
| 3 | Javier Elorriaga | Kas                  | + 03"  |

### 1ª etapa[2]
05-09-1974: Lérida – Cenia, 186,8:
|   | Ciclista         | Equipo               | Tiempo     |
| - | ---------------- | -------------------- | ---------- |
| 1 | Domingo Perurena | Kas                  | 5h 20' 19" |
| 2 | Andrés Oliva     | La Casera-Bahamontes | m. t.      |
| 3 | Ventura Díaz     | Monteverde           | m. t.      |

|   | Ciclista         | Equipo               | Tiempo     |
| - | ---------------- | -------------------- | ---------- |
| 1 | Domingo Perurena | Kas                  | 5h 23' 03" |
| 2 | Andrés Oliva     | La Casera-Bahamontes | + 23"      |
| 3 | Ventura Díaz     | Monteverde           | + 26"      |

### 2ª etapa[3]
06-09-1974: Cenia – Cunit, 206,1 km.:
|   | Ciclista                | Equipo              | Tiempo     |
| - | ----------------------- | ------------------- | ---------- |
| 1 | Miguel Mari Lasa        | Kas                 | 5h 43' 31" |
| 2 | Jean-Louis Danguillaume | Peugeot-BP-Michelin | m. t.      |
| 3 | Javier Elorriaga        | Kas                 | m. t.      |

|   | Ciclista         | Equipo               | Tiempo      |
| - | ---------------- | -------------------- | ----------- |
| 1 | Domingo Perurena | Kas                  | 11h 06' 34" |
| 2 | Andrés Oliva     | La Casera-Bahamontes | + 23"       |
| 3 | Ventura Díaz     | Monteverde           | + 26"       |

### 3ª etapa A[4]
07-09-1974: Cunit – Moncada y Reixach, 154,5 km.: